# جامع العمري (دورا)
الجامع العمري ويعرف أيضاً المسجد العمري، مسجد يقع وسط مدينة دورا بمحافظة الخليل جنوب الضفة الغربية، ويُعد من أحد المعالم الأثرية والتاريخية في فلسطين ومن أقدم المساجد في مدينة دورا.

## التسمية
قد يكون سمي الجامع العمري نسبة إلى الخليفة الفاروق عمر بن الخطاب، حيث اقيمت في فلسطين والعالم الإسلامي مساجد عمرية كثيرة قديمة(عرفت بالمساجد العمرية)، يعود تاريخها إلى العهد الأموي والأيوبي والعثماني ولا زالت قائمة لغاية الآن منها مسجد العمري في دورا.

## التاريخ

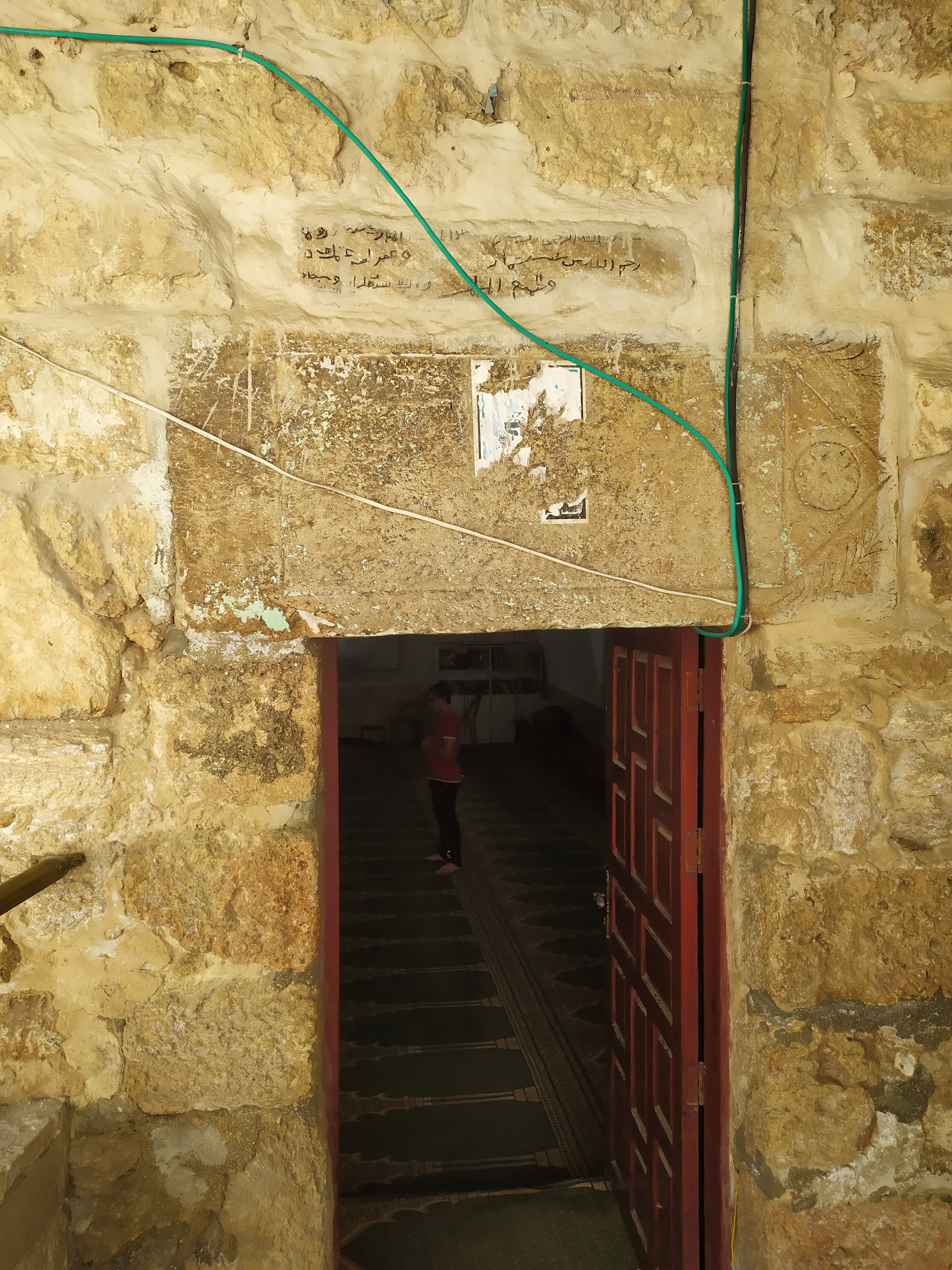
مدخل المسجد العمري

بني الجامع العمري في دورا في العهد العثماني، وهو مبني من الحجارة التقليدية القديمة، مسقوف من الداخل بطريقة الأقواس الحجرية، ويحتوي على ساحة وتوابع يختص بها كل مسجد، وهو مقام على أنقاض مباني أثرية قديمة.